# Animax Németország
Az Animax Németország (németül: Animax Deutschland) az Animax német adásváltozata volt, amely Németországban, Ausztriában és Svájcban volt elérhető németül. Története 2007. május 14-én kezdődött, amikor a Sony bejelentette, hogy el kívánja indítani az Animax német változatát az év júniusa elején, az ország első animecsatornájaként. Az adó végül 2007. június 5-én indult. Székhelye Németországban, Münchenben található. 2016. július 7-én televízióadóként megszűnt, azóta video on demand szolgáltatásként működik.

## Műsorok
- Afro szamuráj
- Afro szamuráj: Feltámadás
- Angel Beats!
- Appleseed XIII
- Baki
- Blood+
- Crayon Shin-chan
- D.Gray-man
- Dragon Ball GT
- Ghost in the Shell: Stand Alone Complex
- Ghost in the Shell: Stand Alone Complex 2nd GIG
- Guardian of the Spirit
- Guilty Crown
- Gundam 00 Second Season
- Hagure júsa no Aesthetica
- Kamikaze Kaitó Jeanne
- A kertvárosi gettó
- Madoka Magica
- Naruto
- Naruto sippúden
- Paradise Kiss
- Penge
- Pumpkin Scissors
- RIN - Daughters of Mnemosyne
- Rozsomák
- Rómeó és Júlia
- Sailor Moon
- Sailor Moon R
- Samurai Girls
- Schwermetall
- Serial Experiments Lain
- Slayers
- Slayers Next
- Slayers Try
- Soul Eater
- Survivor
- Vasember
- X-Men